# Nuevo Porvenir (Montero)
Nuevo Porvenir es un caserío peruano ubicado en el distrito de Montero, perteneciente a la provincia de Ayabaca del departamento de Piura, al norte del Perú. 

## Ubicación
Nuevo Porvenir se ubica al norte de la provincia de Ayabaca, en el distrito de Montero, en el departamento de Piura.

## Demografía
En 2017 Nuevo Porvenir tenía una población de 75 habitantes.